# Streptostachys asperifolia
Streptostachys asperifolia är en gräsart som beskrevs av Nicaise Auguste Desvaux. Streptostachys asperifolia ingår i släktet Streptostachys och familjen gräs. Inga underarter finns listade i Catalogue of Life.